# Сезон ФК «Карпати» (Львів) 2010—2011
| «Карпати» (Львів) у сезоні 2010/11 | «Карпати» (Львів) у сезоні 2010/11 |
| ---------------------------------- | ---------------------------------- |
| Ліга                               | Прем'єр-ліга                       |
| Місце в лізі                       | 5                                  |
| Раунд у Кубку                      | 1/4                                |
| Головний тренер                    | Олег Кононов                       |
| Президент                          | Петро Димінський                   |
| Стадіон                            | «Україна», Львів                   |
| Капітан                            | Андрій Тлумак, Ігор Худоб'як       |
| Найбільше матчів у лізі            | Денис Кожанов — 27                 |
| Найкращий бомбардир у лізі         | Денис Кожанов — 7                  |
| Найкращий гравець сезону           | Ігор Худоб'як                      |

Сезон «Карпат» (Львів) 2010—2011 — 20-ий сезон футбольного клубу «Карпати» (Львів) у футбольних змаганнях України. У чемпіонаті команда посіла 5-е місце, завоювавши право грати в Лізі Європи. Це стало п'ятим виходом у єврокубки за всю історію команди. У Кубку України клуб дійшов до 1/4 фіналу. Молодіжна команда «Карпат» посіла четверте місце у першості України серед молодіжних складів.

## Склад команди
| №            | Футболіст                         | Дата народження   | Країна             | Ігри     | Голи     |
| Воротарі     | Воротарі                          | Воротарі          | Воротарі           | Воротарі | Воротарі |
| ------------ | --------------------------------- | ----------------- | ------------------ | -------- | -------- |
| 32           | Богатінов Мартін                  | 26 квітня 1986    | Північна Македонія | 8        | 11п      |
| 1            | Руденко Віталій Миколайович       | 26 січня 1981     | Україна            | 7        | 5п       |
| 22           | Тлумак Андрій Богданович          | 7 березня 1979    | Україна            | 15       | 18п      |
| Захисники    |                                   |                   |                    |          |          |
| 21           | Балажіц Грегор                    | 12 лютого 1988    | Словенія           | 5        | 1        |
| 41           | Гірський Степан Богданович        | 8 січня 1991      | Україна            | 1        | 0        |
| 57           | Гомес Перес Борха                 | 14 травня 1988    | Іспанія            | 7        | 0        |
| 4            | Мілошевіч Іван                    | 3 листопада 1984  | Сербія             | 23       | 1        |
| 8            | Ощипко Ігор Дмитрович             | 25 жовтня 1985    | Україна            | 10       | 0        |
| 15           | Петрівський Тарас Степанович      | 3 лютого 1984     | Україна            | 16       | 0        |
| 34           | Сагайдак Андрій Васильович        | 2 січня 1989      | Україна            | 1        | 0        |
| 37           | Тістик Ігор Володимирович         | 27 травня 1989    | Україна            | 1        | 0        |
| 33           | Тарасенко Євген Володимирович     | 3 березня 1983    | Україна            | 4        | 0        |
| 5            | Тубіч Неманья                     | 8 квітня 1984     | Сербія             | 14       | 0        |
| 44           | Федецький Артем Андрійович        | 26 квітня 1985    | Україна            | 23       | 2        |
| 70           | Чечер Вячеслав Леонідович         | 15 грудня 1980    | Україна            | 9        | 1        |
| Півзахисники |                                   |                   |                    |          |          |
| 64           | Бідловський Володимир Зіновійович | 31 травня 1988    | Україна            | 1        | 0        |
| 30           | Баранець Борис Григорович         | 22 липня 1986     | Україна            | 5        | 0        |
| 28           | Баранець Григорій Григорович      | 22 липня 1986     | Україна            | 9        | 0        |
| 7            | Годвін Самсон                     | 11 листопада 1983 | Нігерія            | 25       | 1        |
| 17           | Голодюк Олег Юрійович             | 2 січня 1988      | Україна            | 18       | 4        |
| 89           | Авелар Даніло Фернандо            | 9 червня 1989     | Бразилія           | 18       | 0        |
| 19           | Мартинюк Ярослав Петрович         | 20 лютого 1989    | Україна            | 2        | 0        |
| 88           | Пьячентіні де Куадра Дженісон     | 14 жовтня 1988    | Бразилія           | 1        | 0        |
| 90           | Констанціа Тіаго Альберто         | 21 грудня 1984    | Бразилія           | 2        | 0        |
| 25           | Ткачук Андрій Миколайович         | 18 листопада 1987 | Україна            | 23       | 2        |
| 16           | Худоб'як Ігор Ярославович         | 20 лютого 1985    | Україна            | 26       | 6        |
| Нападники    |                                   |                   |                    |          |          |
| 80           | Роша Батіста Вільям               | 27 липня 1980     | Бразилія           | 17       | 2        |
| 99           | Габовда Юрій Вікторович           | 6 травня 1989     | Україна            | 4        | 0        |
| 36           | Гудима Володимир Ярославович      | 20 липня 1990     | Україна            | 6        | 1        |
| 10           | Гурулі Александер                 | 9 листопада 1985  | Грузія             | 18       | 0        |
| 11           | Зеньов Сергей                     | 20 квітня 1989    | Естонія            | 18       | 4        |
| 9            | Кожанов Денис Станіславович       | 13 червня 1987    | Україна            | 27       | 7        |
| 18           | Кополовець Михайло Михайлович     | 29 січня 1984     | Україна            | 24       | 2        |
| 81           | Кочіш Разван Васіле               | 19 лютого 1983    | Румунія            | 11       | 2        |
| 79           | Кузнецов Сергій Сергійович        | 31 серпня 1982    | Україна            | 13       | 5        |
| 29           | Перес Мартінес Лукас              | 10 вересня 1988   | Іспанія            | 8        | 0        |

## Чемпіонат України

### Тур за туром
| 1  | 2  | 3 | 4 | 5 | 6 | 7 | 8 | 9 | 10 | 11 | 12 | 13 | 14 | 15 | 16 | 17 | 18 | 19 | 20 | 21 | 22 | 23 | 24 | 25 | 26 | 27 | 28 | 29 | 30 |
| -- | -- | - | - | - | - | - | - | - | -- | -- | -- | -- | -- | -- | -- | -- | -- | -- | -- | -- | -- | -- | -- | -- | -- | -- | -- | -- | -- |
| 13 | 11 | 9 | 7 | 5 | 6 | 5 | 5 | 4 | 3  | 4  | 5  | 6  | 5  | 5  | 5  | 5  | 5  | 5  | 5  | 5  | 5  | 5  | 5  | 5  | 5  | 5  | 5  | 5  | 5  |